# Não matarás

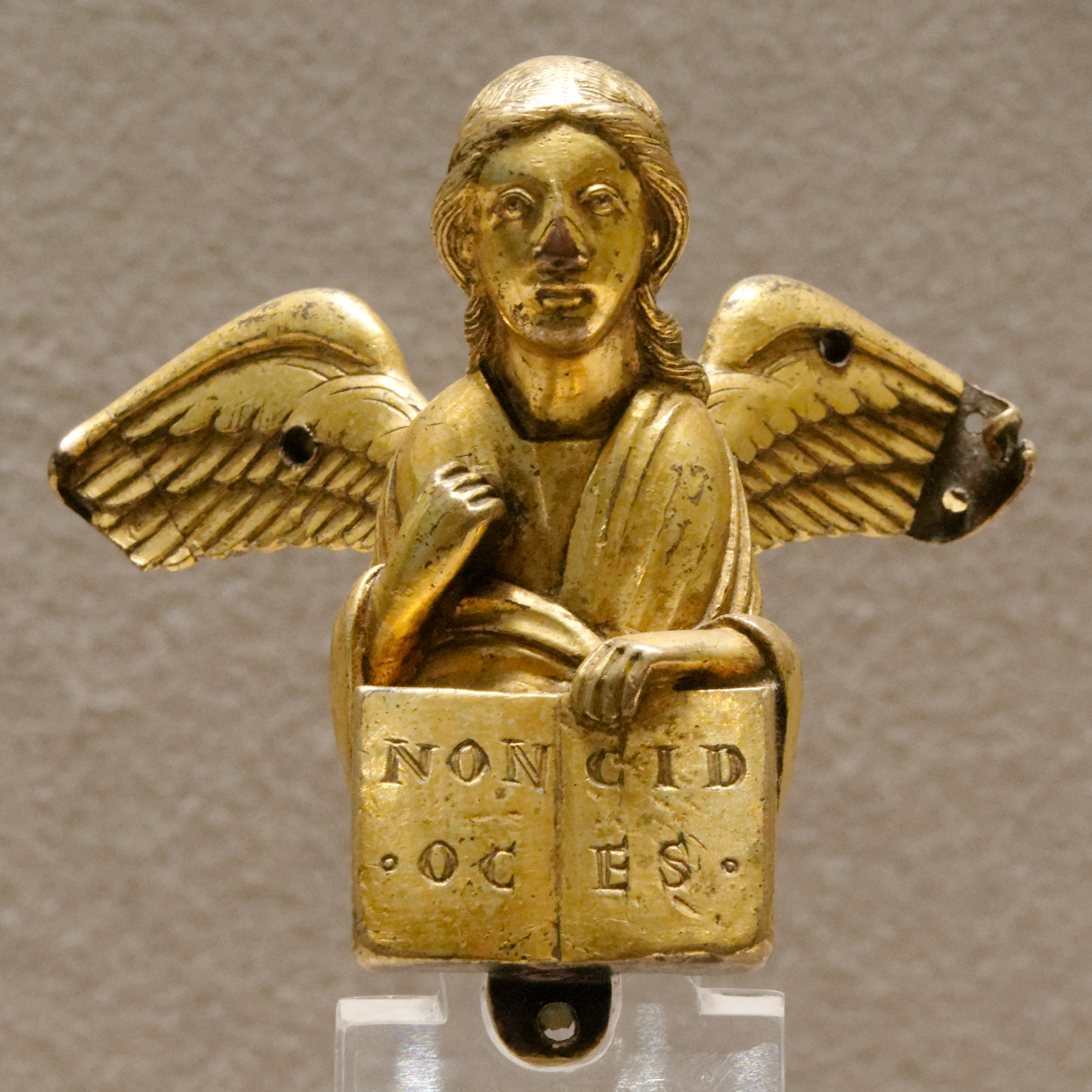
Non occides ("Não matarás" em Latim; Bélgica, década de 1150s)

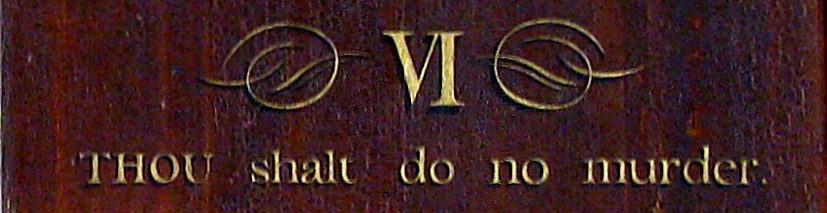
Sexto Mandamento, tradução inglesa do Livro de Oração Comum (1549, Londres).

"Não matarás" (Bíblia King James (BKJ)), também noutros textos (BJ, WEB), (hebraico לא תרצח, pronúncia em hebraico: [lɔʔ tirətˤaħ] ou [lo tirəṣaḥ] = "Não matarás"), é o "Sexto Mandamento da Lei de Javé Deus", na ordem original talmúdica, como ela foi dada a Moisés no Monte Sinai, em duas ocasiões (a primeira, relatada em Êxodo 20: 1–17, e a segunda, em Deuteronômio 5: 4–21), que estabelece a natureza exclusiva da relação entre a nação de Israel e Javé, O Deus de Israel, que Ele iniciou, após libertar os israelitas da escravidão por meio da sobrevinda das pragas ao Egito e, assim, pois, do Êxodo, dando, pois, seguimento a "Os Dez Mandamentos", que são amplamente acolhidos como imperativos espirituais e morais por biblistas, estudiosos, historiadores e teólogos, tanto cristãos como judeus, e que se consideram, em vasta maioria, como aplicáveis ao povo de Javé Deus também na "Era da Graça", colimados por Jesus Cristo nos Dois Mandamentos do Amor, que são Um Só.
Na dinâmica espiritual judaica originária, homicídio, acha-se cuidadosamente amparado por uma prescrição mandamental diretamente ordenada por Javé Deus (LXX; οὐ φονεύσεις). Com efeito, a salvaguarda da vida humana constituiu-se em atenção primordial d'O Criador, que, muito naturalmente, sempre desejou o bem, a bênção e a vida para Seu povo, inobstante sua constante e renitente rebeldia.
Esse Sexto Mandamento Talmúdico da Lei Mosaica, portanto, guarda íntima conexão com o Decálogo em sua inteireza, pois, ontologicamente, para que alguém possa oferecer adoração, precisa estar vivo, "tudo aquilo que possa desviar a adoração e a atenção exclusivas a'O Senhor Javé Deus, muito embora seu escopo seja essencialmente mais abrangente, precisa ser cuidado. Considera-se que, em sentido geral, idolatria seja a oferta de algum tributo [de honra] a algo criado [portanto, um "ídolo"). Nos tempos antigos, oportunidades para participar na homenagem ou adoração de outras divindades, abundantes. Conforme o Livro de Deuteronômio, os israelitas foram estritamente advertidos a não adotar nem adaptar qualquer das práticas religiosas dos povos ao seu redor. Contudo, a história do povo de Israel até o cativeiro babilônico reflete a violação desse segundo mandamento e suas conseqüências, pela adoração de "deuses estrangeiros". Grande parte da pregação bíblica da época de Moisés para o exílio orienta a escolha da adoração exclusiva a Javé Deus, em lugar de aos falsos deuses. O exílio babilônico parece ter sido um ponto de virada, após o qual o povo judeu como um todo tornou-se fortemente monoteísta e disposto a lutar batalhas (como a Revolta dos Macabeus) e enfrentar o martírio antes de homenagear qualquer outro deus.
A declaração-oração "Shemá Israel" e o conjunto de bênçãos e maldições decorrentes revelam a intenção do mandamento de incluir o amor sincero a'O Único e Verdadeiro Deus, e não apenas meramente o reconhecimento ou observância exteriores. Nos Evangelhos, Jesus Cristo cita o "Shemá Israel" como O Maior Mandamento, e os apóstolos, depois d'Ele, pregaram que aqueles que seguem a Jesus Cristo devem abandonar os ídolos. O Catecismo católico e também os teólogos da Reforma e pós-Reforma têm ensinado que o mandamento aplica-se aos tempos modernos e proíbe a adoração tanto de "ídolos físicos" (imagens de escultura), como a busca de atividade ou orientação espiritual de qualquer outra fonte (astrólogos, magos etc.), bem como o foco em prioridades temporais, como desejos (comida, prazer físico), trabalho e dinheiro, por exemplo. O Catecismo católico elogia aqueles que se recusam até mesmo simular tal adoração num contexto cultural, uma vez que "o dever de oferecer adoração autêntica a Deus deve ser a preocupação do homem, como indivíduo e como ser social".
Na Era da Graça, trazida por Jesus Cristo, conforme o ensino de toda a sua vida terrena — contudo, mais especificamente, na pronunciação do Sermão da Montanha — esse mandamento ganha foro muito mais abrangente, uma vez que recebe a interpretação espiritual.

## Os Dez Mandamentos
Diferentes tradições religiosas, não apenas judaicas ou só cristãs, apresentam os dezessete versículos de Êxodo 20: 1–17 e seus correspondentes versículos em Deuteronômio 5: 4–21  divididos e organizados em "dez mandamentos" ou "ditos" em modos diferentes, mostrados na tabela abaixo. Alguns sugerem que "o número dez" é uma opção para auxiliar a memorização, em vez de uma questão de teologia, embora essa organização decenal mostre coesão interna, concordância e consistência temática a justificá-la.
| LXX | FDA | SPT | TAV | AHV | CRV | LTV | PRC | Mandamento (artigo principal)                                                                 | Ex 20:1-17                                          | Dt 5:6-21                                           | Judaísmo                                            | Catol-"R"                                           | Catol-"O"                                           | Prot-"G"                                            |
| --- | --- | --- | --- | --- | --- | --- | --- | --------------------------------------------------------------------------------------------- | --------------------------------------------------- | --------------------------------------------------- | --------------------------------------------------- | --------------------------------------------------- | --------------------------------------------------- | --------------------------------------------------- |
| —   | —   | —   | 1   | —   | 1   | —   | (1) | Eu Sou Javé, o SENHOR, teu Deus, que te fez sair da terra do Egito, da casa da escravidão![1] | 2                                                   | 6                                                   | 1                                                   | 1                                                   | 1                                                   | 1                                                   |
| 1   | 1   | 1   | 2   | 1   | 1   | 1   | 1   | Não terás outros deuses além de Mim[1]                                                        | 3                                                   | 7                                                   | 2                                                   | 1                                                   | 1                                                   | 1                                                   |
| 2   | 2   | 1   | 2   | 1   | —   | 1   | 2   | Não farás para ti imagem de escultura[1]                                                      | 4–6                                                 | 8–10                                                | 2                                                   | 1                                                   | 2                                                   | 2                                                   |
| 3   | 3   | 2   | 3   | 2   | 2   | 2   | 3   | Não pronunciarás em vão o Nome de Javé, o SENHOR teu Deus[1]                                  | 7                                                   | 11                                                  | 3                                                   | 2                                                   | 3                                                   | 3                                                   |
| 4   | 4   | 3   | 4   | 3   | 3   | 3   | 4   | Lembra-te do dia do shabbãth, sábado, para santificá-lo[1]                                    | 8–11                                                | 12–15                                               | 4/sáb                                               | 3/dom[2]                                            | 4/dom[2]                                            | 4/dom[2]                                            |
| 5   | 5   | 4   | 5   | 4   | 4   | 4   | 5   | Honra teu pai e tua mãe                                                                       | 12                                                  | 16                                                  | 5                                                   | 4                                                   | 5                                                   | 5                                                   |
| 6   | 7   | 5   | 6   | 5   | 5   | 5   | 6   | Não matarás                                                                                   | 13                                                  | 17                                                  | 6                                                   | 5                                                   | 6                                                   | 6                                                   |
| 7   | 6   | 6   | 7   | 6   | 6   | 6   | 7   | Não adulterarás                                                                               | 14                                                  | 18                                                  | 7                                                   | 6                                                   | 7                                                   | 7                                                   |
| 8   | 8   | 7   | 8   | 7   | 7   | 7   | 8   | Não furtarás[3]                                                                               | 15                                                  | 19                                                  | 8                                                   | 7                                                   | 8                                                   | 8                                                   |
| 9   | 9   | 8   | 9   | 8   | 8   | 8   | 9   | Não darás falso testemunho contra o teu próximo                                               | 16                                                  | 20                                                  | 9                                                   | 8                                                   | 9                                                   | 9                                                   |
| 10  | 10  | 9   | 10  | 10  | 10  | 9   | 10  | Não cobiçarás (a casa do teu próximo)                                                         | 17a                                                 | 21b                                                 | 10                                                  | 10                                                  | 10                                                  | 10                                                  |
| 10  | 10  | 9   | 10  | 9   | 9   | 10  | 10  | Não cobiçarás (a mulher do teu próximo)                                                       | 17b                                                 | 21a                                                 | 10                                                  | 9                                                   | 10                                                  | 10                                                  |
| 10  | 10  | 9   | 10  | 10  | 10  | 10  | 10  | Não cobiçarás (seus servos, animais, ou coisa alguma que lhe pertença)                        | 17c                                                 | 21c                                                 | 10                                                  | 10                                                  | 10                                                  | 10                                                  |
| —   | —   | 10  | —   | —   | —   | —   | —   | Edificarás estas pedras, que Eu te ordeno, no Monte Gerizim                                   | Adoção exclusiva por parte da Comunidade Samaritana | Adoção exclusiva por parte da Comunidade Samaritana | Adoção exclusiva por parte da Comunidade Samaritana | Adoção exclusiva por parte da Comunidade Samaritana | Adoção exclusiva por parte da Comunidade Samaritana | Adoção exclusiva por parte da Comunidade Samaritana |

Tradições:
- Todas as citações das escrituras acima são da Bíblia King James . Clique nos versos no topo das colunas para outras versões.
- LXX: versão Septuaginta ("versão dos VXX"), geralmente seguida por cristãos ortodoxos.
- FDA: versão de Filo de Alexandria, basicamente idêntica à Septuaginta, mas com os mandamentos de "não matar " e de "não adulterar"  invertidos.
- SPT: versão do Pentateuco Samaritano ou Torá Samaritana, com um mandamento adicional sobre o Monte Gerizim como sendo o décimo.
- TAV:  versão do  Talmude judaico, faz do "prólogo" o primeiro "ditado" ou "matéria" e combina a proibição de adorar outras divindades além de Javé com a proibição da idolatria.
- AHV: versão de Agostinho, segue o Talmude, ao combinar os versículos 3–6, mas omite o prólogo como um mandamento e divide a proibição de cobiçar em dois e segue a ordem de palavras de Deuteronômio 5:21 em vez da de Êxodo 20:17.
- CRV: versão da Igreja Católica Romana, o Catecismo da Igreja Católica, em grande parte — mas, não em tudo — segue Agostinho.
- LTV: versão da Igreja Luterana, segue o Catecismo Maior de Lutero, que segue Agostinho, mas omite a proibição das imagens e usa a ordem das palavras de Êxodo 20:17, em vez das de Deuteronômio 5:21 para o nono e décimo mandamentos.
- PRC:  visão da Igreja Calvinista, segue os Institutos da Religião Cristã de João Calvino, que segue a Septuaginta; esse sistema também é usado no Livro Anglicano de Oração Comum.[38]
- A passagem dos mandamentos no Êxodo contém mais de dez declarações, dezenove no total. Enquanto a própria Bíblia assina a contagem de "10", usando a frase hebraica aseret had'varim— traduzida com as 10 palavras, afirmações ou coisas, essa frase não aparece nas passagens usualmente apresentadas como sendo "os Dez Mandamentos". Várias religiões dividem os mandamentos de modo diferente.  A tabela exibida aponta essas diferenças.
- [1] Jesus Cristo, em seu ministério, apresenta uma "releitura universal da Lei Mosaica", desde o Sermão da Montanha (Mt 5, 6 e 7[39]), bem como em várias outras ocasiões, em particular, o ensino sobre "O Maior Mandamento da Lei", ao qual foi arguido por um "juiz judeu, perito na Lei", conforme (Mt 22: 34-40[40]): " (34) Assim que os fariseus ouviram que Jesus havia deixado os saduceus sem palavras, reuniram-se em conselho. (35) E um deles, juiz perito na Lei, formulou uma questão para submeter Jesus à prova: (36) 'Mestre, qual é o Maior Mandamento da Lei?' (37) Asseverou-lhe Jesus: ' Amarás o Senhor, teu Deus, de todo o teu coração, de toda a tua alma e com toda a tua inteligência. (38) Este é o primeiro e maior dos mandamentos. (39) O segundo, semelhante a este, é: Amarás o teu próximo como a ti mesmo. (40) A estes dois mandamentos estão sujeitos toda a Lei e os Profetas. " (Mt 5, 6 e 7[40]). Alguns estudiosos e intérpretes bíblicos apressam-se a concluir que, com tal declaração, O Senhor Jesus Cristo houvesse abolido a Lei Antiga, o que, em verdade, nunca se deu. O que Ele fez foi uma "releitura unificadora e universalizante da Lei Antiga (também universal)", contudo sob um novo prisma — o prisma soberano do Amor". E, nesse sentido — pode-se dizer que Jesus Cristo "resumiu" a Antiga Lei de dez mandamentos para dois… e os dois tornou-os um só: O Grande e Universal Mandamento do Amor. O Apóstolo João, em seu evangelho remarca essa nota de modo extraordinário, por exemplo, em Jo 3:16-17[41]: " (16) Porque Deus amou o mundo de tal maneira que deu o seu Filho Unigênito, para que todo aquele que nele crê não pereça, mas tenha a vida eterna. (17) Portanto, Deus enviou o seu Filho ao mundo não para condenar o mundo, mas para que o mundo fosse salvo por meio dele. ". E, ainda mais, em suas Cartas (ou Epístolas), ele faz questão de aprofundar esse tema essencial, indispensável e universal. Por exemplo, em 1 Jo 3:16-17[42]:" (7) Amados, amemos uns aos outros, pois o Amor procede de Deus; e todo aquele que ama é nascido e conhece a Deus. (8) Aquele que não ama não conhece a Deus, porquanto Deus é Amor. (9) Foi desse modo que se manifestou o Amor de Deus para conosco: em haver Deus enviado o Seu Filho Unigênito ao mundo, para vivermos por intermédio d'Ele. (10) Assim, nisto consiste o Amor: não em que nós tenhamos amado a Deus, mas em que Ele nos amou e enviou o seu Filho como propiciação pelos nossos pecados. ". Algumas igrejas cristãs, entre as quais a Igreja Católica Romana,  mas não apenas ela, reunem os mandamentos da seguinte forma:  os mandamentos do Decálogo de números 1 a 4 são mandamentos de Amor a Deus; os de números 5 a 10 são mandamentos de Amor ao próximo.
- [2] O Cristianismo, em suas igrejas de modo geral (exceto as de confissão sabatista, como a Igreja Adventista do Sétimo Dia, entre outras) entende o dia de domingo como o dia do Senhor na Nova Aliança, pois foi o dia em que Jesus Cristo ressuscitou ("o terceiro dia")[43].
- [3] O Judaísmo afirma que essa é uma referência ao furto em geral, embora alguns, com base em Lv 19:11,[44] e na hermenêutica talmúdica (דבר הלמד מעניינו, Davar ha-lamed me-inyano ="O que ensina seu interesse",[45][46] sugiram ser apenas furto de propriedade.
- (4)/sab e (3 ou 4)/dom significam, respectivamente, os dias de sábado ou domingo, considerados de observância devida para o mandamento do shabbãth, por parte da confissão religiosa citada. O número "3" significa que a fé em causa considera-o como terceiro mandamento e o número "4", como o quarto mandamento.

A narrativa bíblica da revelação no Sinai começa em Êxodo 19:16,17 após a chegada dos filhos de Israel ao Monte Sinai (também chamado Monte Horebe). "(16) Ao alvorecer do terceiro dia, houve trovões, relâmpagos e uma espessa nuvem sobre a montanha, e um clangor muito forte de trombeta; e todas as pessoas que estavam no acampamento começaram a tremer de medo. (17) Então Moisés conduziu o povo para fora do acampamento, para encontrar-se com Deus, ao pé da montanha". Depois de "Javé Deus, o Senhor descer sobre o Monte Sinai", Moisés subiu brevemente e voltou e preparou o povo, e, em seguida, em Êxodo 20, "Deus falou" a todas as pessoas as palavras da Aliança, ou seja, os "Dez Mandamentos", como está escrito. A erudição bíblica moderna diverge sobre se, em Êxodo 19-20, o povo de Israel ouviu diretamente todo o Decálogo, ou apenas parte dele, ou se o povo o recebeu por meio de Moisés.
Como o povo estava com medo de ouvir mais e "distanciou-se", Moisés disse: "Não tenhais medo". Ele, porém, chegou-se à "escuridão espessa", onde "A Presença do SENHOR estava", para ouvir os estatutos adicionais e "juízos" os quais "escreveu"  na "Torá", e que leu para o povo na manhã seguinte, e todo o povo concordou em obedecer e fazer tudo o que o SENHOR havia dito. Moisés escoltou um grupo seleto composto por Aarão, Nadabe e Abiú e "setenta dos anciãos de Israel" para um local no monte onde eles adoravam "de longe"e eles "viram O Deus de Israel" acima de um "pavimento trabalhado como pedra de safira clara".
Então Javé disse a Moisés: "Sobe o monte, vem até mim e fica aqui; Eu te darei as tábuas de pedra com a Lei e os mandamentos que escrevi para instrução do povo!" Moisés partiu com Josué, seu cooperador; e subiram à montanha de Deus. — Primeira menção das Tábuas da Aliança em Ex 24:12-13

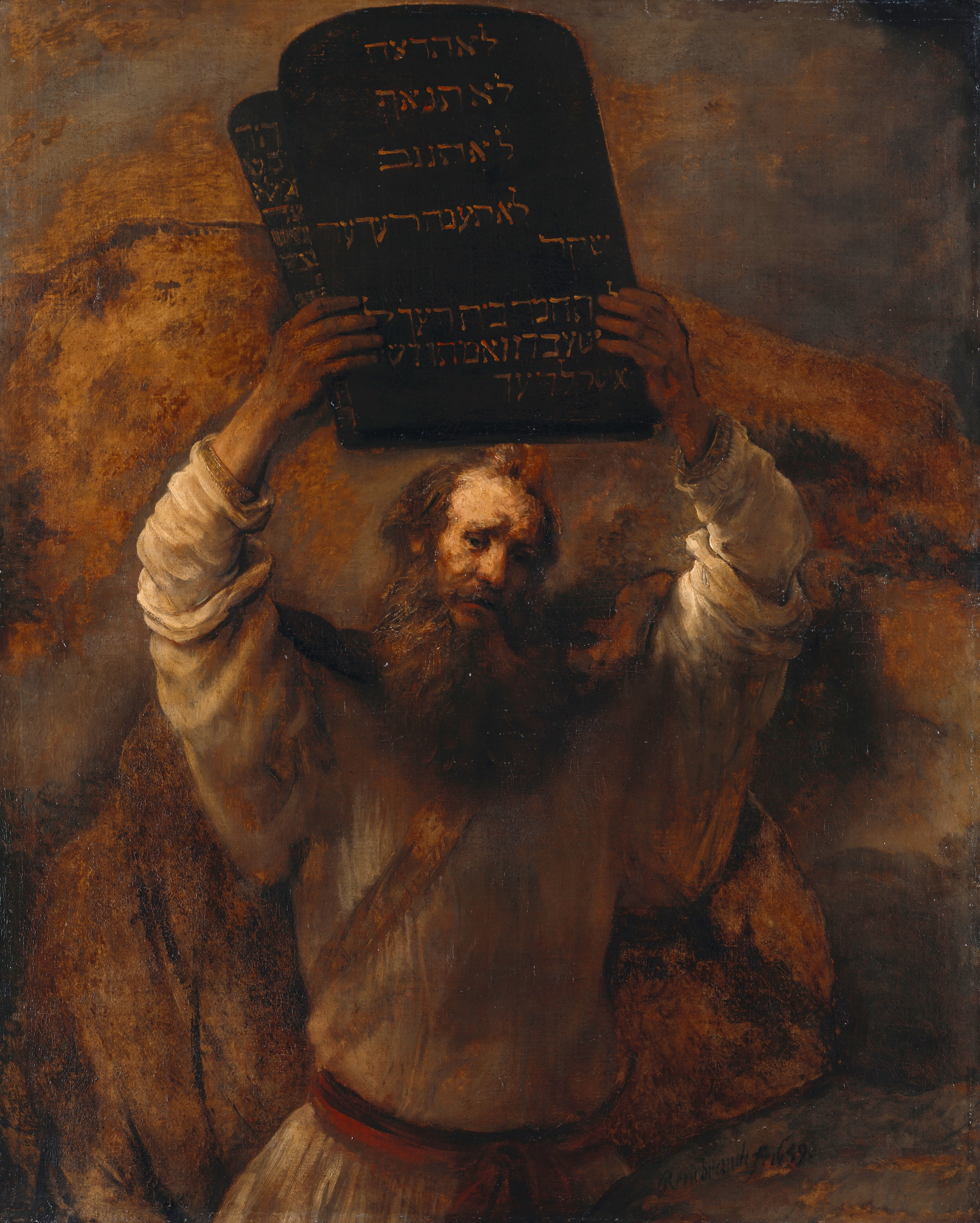
Moisés quebra as Tábuas da Lei (1659) por Rembrandt. (Gemäldegalerie, Berlin)

O monte ficou coberto pela nuvem durante seis dias, e no sétimo dia Moisés entrou no meio da nuvem e ficou "no monte quarenta dias e quarenta noites ". E Moisés disse: "O SENHOR Javé entregou-me duas tábuas de pedra escritas com O Dedo de Deus, e nelas estava escrito de acordo com todas as Palavras, que o SENHOR Javé falou convosco no monte do meio do fogo no dia da assembléia " Antes dos quarenta dias completos expirarem, os filhos de Israel decidiram coletivamente que algo havia acontecido a Moisés, e compeliram Arão a moldar um bezerro de ouro , e ele "construiu um altar diante dele" e o povo "adorou". Com essa conduta, o povo de Israel demonstrou que, apesar de ter saído e liberto do Egito em apenas um dia, todavia, o Egito ainda precisava sair dele, o que tomou muito mais tempo.
Após quarenta dias, Moisés e Josué desceram do monte com as duas tábuas: "E aconteceu que, chegando ao arraial, viu o bezerro e a dança; e Moisés, ardendo em ira, tirou as tábuas das mãos e as quebrou no pé do monte. Após os eventos nos capítulos 32 e 33, no capítulo 34: "Então Javé solicita a Moisés: 'Corta duas placas de pedra semelhantes às primeiras, sobe a mim na montanha, e Eu escreverei as mesmas palavras que escrevi nas primeiras tábuas, que quebraste'.". "(27) Disse ainda Javé a Moisés: 'Escreve essas palavras; porquanto é de acordo com o teor dessas palavras que estabeleço aliança contigo e com Israel!' (28) Moisés ficou ali com o SENHOR quarenta dias e quarenta noites, sem comer pão e sem beber água. E escreveu sobre as tábuas de pedra as palavras da aliança: os Dez Mandamentos".
Conforme a tradição judaica, Êxodo 20: 1–17{ constitui a primeira dação de Deus dos Dez Mandamentos nas duas tábuas, que Moisés quebrou em ira com sua nação rebelde. Mais tarde, foi reescrita em novas tábuas e depositada na Arca da Aliança. Essas novas tábuas consistem na reedição por Deus dos Dez Mandamentos para a geração mais jovem que deveria entrar na Terra Prometida. As passagens em Êxodo 20 e Deuteronômio 5 contêm mais de dez declarações, totalizando dezenove ao todo.

## Antigo Testamento

### Retzach
O verbo hebraico רצח (r-ṣ-ḥ, transliterado ratsakh, ratzákh, retzach etc.), traduz-se, do texto original, por "assassinar", "matar", mas tem muitos significados, geralmente referindo "destruição", incluindo "matar" e "quebrar". Segundo o Código Sacerdotal do Livro de Números, matar alguém fora de guerra armada, ou em combate desarmado, é retzach, mas se a morte é acidental, o acusado não deve deixar a cidade, ou será considerado culpado de assassinato doloso. A Bíblia Sagrada nunca usa retzach em contexto de guerra. O ato de matar em si, independentemente de de culpa de sangue, é expresso pelo verbo n-k-h "atacar, bater, ferir, golpear, matar" (usado tanto em: egípcio matar o escravo hebreu, como em Moisés matar o egípcio). A Antiga Aliança e o Código de Santidade prescrevem pena de morte para as pessoas que cometem n-k-h.
O mandamento contra o homicídio pode ver-se como uma injunção jurídica que rege as relações humanas, notando que os quatro primeiros mandamentos referem o dever do homem para com Javé Deus e que os últimos seis referem deveres entre os seres humanos O mandamento contra o homicídio também pode ver-se como baseado no respeito para com o Próprio Javé Deus. Sendo o homem a imagem de Javé Deus, derramamento de sangue inocente é ofensa direta a Ele. "(10) Exclamou o SENHOR: 'Que fizeste? Ouve! Da terra, o sangue do teu irmão clama a mim. (11) Portanto, agora és mais amaldiçoado que a terra que abriu a boca para tragar, de tuas mãos, o sangue de teu irmão'."
O relato do Livro de Gênesis também retrata a proibição de derramar sangue inocente como um aspecto importante da aliança de Deus com Noé:

Quem derramar o sangue do ser humano; pelo próprio homem seu sangue será derramado; porquanto à imagem de Deus foi a humanidade criada.— Gênesis 9:6
A Torá retrata o assassinato como um crime capital e descreve uma série de detalhes no entendimento moral e na implementação legal das conseqüências. O Código Sacerdotal permitia ao parente mais próximo da vítima (o vingador do sangue) retribuição exata ao suspeito; mas o acusado poderia buscar refúgio em uma cidade de refúgio. O direito do vingador do sangue para tal vingança cessava após a morte do Sumo Sacerdote na época do crime.
Outro verbo que significa "arruinar, destruir, matar" é h-r-g, usado ao Caim matar Abel, em Gênesis 4:8. Caim expulso, queixa que "qualquer que me encontrar me matará", e usa esse verbo (h-r-g). Eliezer Segal nota que a Septuaginta usa o termo harag, que Agostinho de Hipona sugeriu não aplicar-se a guerras ou a pena de morte. A maioria das traduções subsequentes segue a Vulgata de Jerônimo. Embora Jerônimo tivesse acesso a estudiosos judeus, "mesmo os tradutores judeus não foram unânimes na distinção consistente entre as várias raízes hebraicas". Jerônimo escolheu a palavra occidere para matar, com muitos significados.

### O homicídio
A Torá e a Bíblia hebraica faziam clara distinção entre a morte que significasse derramamento de sangue inocente e a morte [como sanção] em consequência da prática de um crime assim considerado pela Lei Mosaica. Um número significativo de pecados eram considerados dignos da pena de morte: assassinato ou homicídio, incesto, falso testemunho sobre transação monetária, adultério, idolatria, atos e práticas homossexuais, bestialidade, sacrifício humano aos deuses pagãos, maldição a um pai, adivinhação e outros pecados.
O relato do Livro de Êxodo descreve os israelitas cometendo idolatria com o bezerro de ouro, enquanto Moisés estava no Monte Sinai recebendo a lei de Javé Deus. Ao descer, ele ordenou aos levitas que pegassem a espada contra os seus irmãos e companheiros e vizinhos. Os levitas obedeceram e mataram cerca de três mil homens que pecaram na adoração do bezerro de ouro. Como resultado, Moisés disse que os levitas receberam uma bênção naquele dia a custa do filho e do irmão. Em uma ocasião separada, um blasfemo foi apedrejado até a morte, porque ele blasfemou o nome d'O Senhor Javé Deus) com maldição.
A Bíblia hebraica tem muitos outros exemplos de pecadores sendo condenados à morte como conseqüência de crimes. Acã é morto por Josué porque ele causou a derrota do exército de Israel, tomando parte do saque e escondendo-o em sua tenda. Davi ordenou que um amalequita fosse morto, por ter ele afirmado ter matado o Rei Saul. Seguindo o conselho de seu pai, Salomão ordenou que Joabe fosse morto:
"(31) Então o rei lhe orientou: 'Faze como lhe disse; mata-o e depois sepulta-o. Assim vingarás neste dia de sobre minha pessoa e de cima da família de meu pai o sangue inocente que Joabe derramou. (32) Javé fará recair seu sangue sobre a cabeça dele, porque ele atacou e matou à espada dois homens mais justos e melhores do que ele, sem que meu pai Davi o soubesse: Abner, filho de Ner, comandante do exército de Israel, e Amasa, filho de Jeter, comandante do exército de Judá. (33) Recaia, pois, o sangue deles sobre a cabeça de Joabe e de sua descendência para sempre, mas que Davi e sua descendência, sua casa e seu trono gozem sempre de paz da parte de Javé!" (Bíblia King James Atualizada online)
O refrão bíblico para os executados justamente por devida punição de crime é "o sangue deles estará em suas próprias cabeças". Isso significa que os culpados de certas ações trouxeram derramamento de sangue sobre si mesmos, e aqueles que aplicam o castigo não sofrem culpa de sangue.

### Morte em guerra
Os antigos textos hebraicos distinguem entre (1) proibição legal e moral do derramamento de sangue inocente e (2) matar em batalha. O Rabino Marc Gellman explica a distinção entre "harag" (matar) e "ratzah" (assassinar) e nota-lhes as diferentes conotações morais. "[…] Há uma ampla concordância moral (embora não completa, naturalmente) de que algumas formas de matar são moralmente justas, e matar um combatente inimigo durante a guerra é uma delas". Por exemplo, a Torá proíbe o homicídio, mas aprova "matar em legítima batalha". A Bíblia muitas vezes elogia as façanhas de soldados contra os inimigos em legítima batalha. Um dos valentes de Davi é creditado com a eliminação de oito centenas de homens, com a lança e Abisai, é creditado com a eliminação de três centenas de homens.
Os 613 Mitzvot estendem a noção legal de matar as nações que habitavam a Terra prometida, ordenando a exterminá-los completamente. E Deuteronômio 20:10-18 estabelece regras sobre a morte de civis na guerra:
- As populações de cidades fora da Terra Prometida, se eles se rendessem, deveria ser feita serva e tributária, porém deixada viva (Deuteronômio 20:10-11);
- As cidades fora da Terra Prometida que resistissem deveriam ser cercadas, e depois que caíssem, a população masculina deveria ser exterminada, mas as mulheres e as crianças devem ser deixados vivos (Deuteronômio 20:12-15);
- Das cidades que estavam dentro da Terra Prometida, no entanto, todos deveriam ser mortos[108].

### Invasão doméstica
Conforme descrito na Torá, a antiga compreensão da proibição do assassinato fez uma exceção para legítima defesa. Um defensor da casa que atacou e matou um ladrão apanhado no ato de invadir a noite não era culpado de derramamento de sangue. "Se um ladrão é pego invadindo e é atingido para que ele morra, o defensor não é culpado de derramamento de sangue; mas se isso acontece depois do nascer do sol, ele é culpado de derramamento de sangue"
"A casa de um homem é o seu castelo, e a lei de Deus, assim como a do homem, coloca uma guarda sobre ela; aquele que o agride faz isso por sua conta e risco."— Matthew Henry

## Doutrina judaica
A lei judaica considera o derramamento de sangue inocente muito seriamente, e lista o assassinato como um dos três pecados (junto com a idolatria e a imoralidade sexual) que se enquadram na categoria de yehareg cinco al ya'avor, significando "É melhor morrer que violá-los [os preceitos]". A lei judaica enumera 613 Mitzvot (ou mandamentos), incluindo a proibição de assassinato e uma série de outros mandamentos relacionados à preservação da vida humana e administração da justiça em casos de derramamento de sangue inocente.

482. Não cometa assassinato (Êxodo 20:13)

483. Não aceite resgate por vida do assassino (Números 35:31)

484. Exile um assassino acidental (Números 35:25)

485. Não aceite resgate dele (Números 35:32)

486. Não mate o assassino antes de prová- lo (Números 35:12)

487. Salve os perseguidos à custa da vida do perseguidor (Deuteronômio 25:12)

488. Não mostre compaixão pelo perseguidor (Números 35:12)

489. Não fique de braços cruzados quando puder salvar uma vida (Levítico 19:16)

490. Reserve cidades de refúgio para aqueles que cometem homicídio acidental (Deuteronômio 19:3)

491. Quebre o pescoço do bezerro no rio (no ritual após assassinato não resolvido) (Deuteronômio 21:4)

492. Não cultive perto daquele rio nem lá semeie (Deuteronômio 21:4)

493. Não cause perda da vida humana (por negligência) (Deuteronômio 22:8)

494. Construa um parapeito (no telhado da casa) (Deuteronômio 22:8)

495. Não se engane com o conselho que é uma pedra de tropeço (Levítico 19:14)

496. Ajude um homem a remover a carga de sua besta quando não mais possa carregá-la (Êxodo 23:5)

497. Ajude um homem a carregar sua besta (Deuteronômio 22:4)

498. Não o deixe em estado de confusão e siga em frente (Deuteronômio 22:4)— Maimônides, Sefer Hamitzvot
A vida é considerada muito preciosa e até sagrada pelos ensinamentos judaicos. O Talmude cita a proibição de derramar sangue inocente em Gênesis 9:6 como a razão pela qual a pena de morte deve ser executada contra não judeus e judeus, e enquanto judeus fiéis são obrigados a obedecer os 613 Mitzvot, os gentios são obrigados a obedecer às Sete Leis de Noé, que incluem a proibição do assassinato e o estabelecimento de um sistema de justiça para administrar a lei com honestidade. O Rabino Dr. Azriel Rosenfeld oferece um resumo moderno representativo do ensino judaico sobre o mandamento de não matar.

Capítulo 68. Assassino e Proteção da Vida - Rotze'ach u-Shemiras Nefesh 
É proibido matar, como se diz "Você não deve matar" (Êxodo 20:13, Deuteronômio 5:17).
Um assassino deve ser morto, pois diz: "Ele será vingado" (Êxodo 21:20, Levítico 24:17,21); é proibido aceitar a compensação dele em vez disso, como diz: "Você não tomará a redenção pela vida de um assassino…; e não haverá expiação pelo sangue que foi derramado… exceto o sangue daquele que derramou" (Números 35: 31-33). É proibido executar um assassino antes de ele ter sido julgado, como se diz "E o assassino não morrerá até que esteja diante da congregação para julgamento" (Números 35:12). No entanto, nos é ordenado que evitemos uma tentativa de homicídio matando o pretenso assassino, se necessário, e é proibido abster-se de fazê-lo, pois diz: "E cortareis a mão dela; não serás misericordioso" (Deuteronômio 25:12); e similarmente, para a tentativa de fornicação, como se diz "[Se o homem a agarra e mente com ela…] assim como um homem se levanta contra seu amigo e o mata, assim é esta coisa" (Deuteronômio 22:26). É proibido abster-se de salvar a vida quando está no poder de fazê-lo, como diz: "Não permanecerás no sangue do teu amigo" (Levítico 19:16).— Rabbi Dr. Azriel Rosenfeld
No Talmude, e em Gênesis 9:5), a prescrição dada é interpretada como proibição contra matar-se a si mesmo ["suicidar-se"], e em Gênesis 9:6,  a prescrição dada é citado em apoio à proibição do aborto.

## Novo Testamento

### Cristianismo
Na Era da Graça, no domínio do Novo Testamento, O Senhor Jesus Cristo — notadamente em seu Sermão da Montanha, faz uma completa e reverente apreciação da Lei Mosaica, revelando-lhe a plena e verdadeira dimensão e entendimento espiritual.
Muito naturalmente, ao fazer a apreciação declarada, do alto do monte onde se acomodara para falar ao povo, disse sobre toda a Lei da Antiga Aliança, ponto a ponto. E, assim, falou também sobre o Sexto Mandamento ("Não matarás"), elevando-o em status divino.

"(1) Jesus, vendo as multidões, subiu a um monte e, assentando-se, os seus discípulos aproximaram-se dele.

(2) E Jesus, abrindo a boca, os ensinava, dizendo:

(3) 'Bem-aventurados os pobres em espírito, pois deles é o Reino dos Céus.

[…]

(10) Bem-aventurados os que sofrem perseguição por causa da justiça, porque deles é o Reino dos Céus.

[…]

(13) Vós sois o sal da terra. Mas se o sal perder o seu sabor, com o que se há de temperar? Para nada mais presta, senão para se lançar fora e ser pisado pelos homens.

(14) Vós sois a luz do mundo. Uma cidade edificada sobre um monte não pode ser escondida.

[…]

(17) Não penseis que vim destruir a Lei ou os Profetas. Eu não vim para anular, mas para cumprir.

[…]

(21) Ouvistes que foi dito aos antigos: 'Não matarás; mas quem assassinar estará sujeito a juízo'.

(22) Eu, porém, vos digo que qualquer que se irar contra seu irmão estará sujeito a juízo. Também qualquer que disser a seu irmão: Raca, será levado ao tribunal. E qualquer que o chamar de idiota estará sujeito ao fogo do inferno.

(23) Assim sendo, se trouxeres a tua oferta ao altar e te lembrares de que teu irmão tem alguma coisa contra ti,

(24) deixa ali mesmo diante do altar a tua oferta, e primeiro vai reconciliar-te com teu irmão, e depois volta e apresenta a tua oferta.

[…]

(43) Ouvistes o que foi dito: 'Amarás o teu próximo e odiarás o teu inimigo'.

(44) Eu, porém, vos digo: Amai os vossos inimigos e orai pelos que vos perseguem;

(45) para que vos torneis filhos do vosso Pai que está nos céus, pois que Ele faz raiar o seu sol sobre maus e bons e derrama chuva sobre justos e injustos.

[…]

(48) Assim sendo, sede vós perfeitos como perfeito é o vosso Pai que está nos céus."(Bíblia King James Atualizada online)
Assim, o que antes (na Lei Mosaica) tinha caráter apenas externo e visível — e, muitas vezes, poderia ser camuflado, oculto aos homens (embora a Javé Deus, jamais pudesse ocultar-se…) — agora, na Lei de Jesus era colocado (e, pois, cobrado) dentro do coração do homem.
Entretanto, sob os aspectos pragmático, cultural-social, bem como espiritual-religioso, o Novo Testamento está, em princípio, de acordo em que o assassinato é um grave mal moral, e mantém o ponto de vista do Antigo Testamento sobre culpa de sangue. O próprio Jesus Cristo repete e expande, em compreensão espiritual e moral, o mandamento "não matarás". O Novo Testamento apresenta Jesus Cristo a explicar que o homicídio, assim como outros pecados, todos vêm do coração
"(19) Porque do coração é que procedem os maus intentos, homicídios, adultérios, imoralidades, roubos, falsos testemunhos, calúnias, blasfêmias."(Bíblia King James Atualizada online)
O Novo Testamento reconhece a função adequada do governo civil em manter a justiça e punir os malfeitores, até mesmo ao ponto de "portar a espada". Um criminoso na cruz contrasta sua morte como devida punição com a morte de Jesus como um homem inocente. Quando Jesus apareceu diante de Pilatos, tanto Pilatos como a multidão  reconheceram os princípios da culpa de sangue. Não há indicação no Novo Testamento de que é imoral, inapropriado ou injusto que os governos civis seculares executem os culpados de derramar sangue inocente.
Distinto do Antigo Testamento, o Novo Testamento cita metaforicamente o ofício e as batalhas legitimas dos soldados seculares. A profissão de soldado é, pois, usada em metáfora por Paulo Apóstolo, ao exortar os efésios a "vestirem a armadura completa de Deus". Cornélio, o centurião romano, é retratado como um homem justo e temente a Javé Deus; Jesus Cristo elogia a fé de um centurião romano por ocasião da cura de seu servo, e afirma que ele não encontrou grande fé mesmo em Israel. Quando João Batista estava pregando o arrependimento e batizando os pecadores penitentes no Rio Jordão, os soldados vieram até João e pediram instruções específicas a respeito de seu arrependimento. João Batista não exigiu que os soldados renunciassem à sua profissão, mas exortou-os a contentar-se com seu pagamento.

"(10) E as multidões lhe rogavam: 'O que devemos fazer então?' (11) Diante do que João as exortava: 'Quem tiver duas túnicas dê uma a quem não tem nenhuma; e quem possui o que comer, da mesma maneira reparta'. (12) Chegaram inclusive alguns publicanos para ser batizados. E indagavam: 'Mestre, como devemos proceder?' (13) E João lhes respondeu: 'Não deveis exigir nada além do que vos foi prescrito'. (14) Então um grupo de soldados lhe inquiriu: 'E quanto a nós, o que devemos fazer?' E ele os orientou: 'A ninguém molesteis com extorsões, nem denuncieis falsamente. Contentai-vos com o vosso próprio salário'."(Bíblia King James Atualizada online)
Jesus não condescendeu, de modo algum, com a violência, pois o versículo seguinte confirma que era para satisfazer a profecia de Isaías 53, ao dizer aos seus discípulos para comprar uma espada, se eles não tivessem uma à disposição:

"(35) Em seguida, Jesus os inquiriu: 'Quando Eu vos enviei sem bolsa, mochila de viagem e outro par de sandálias, sentistes falta de algo?' Ao que eles prontamente replicaram: 'De nada!' (36) Então, Jesus os adverte: 'Agora, porém, quem tem bolsa, pegue-a, assim como a mochila de viagem; e quem não tem espada, venda a própria capa e compre uma. (37) Pois vos asseguro que é necessário que se cumpra em mim o que está escrito: 'E Ele foi contado com os transgressores'. Sim, o que está escrito a meu respeito está para se cumprir'. (38) Então os discípulos afirmaram: 'Senhor, eis aqui duas espadas!' Mas Jesus lhes exortou: 'É o bastante!' ". ([(Bíblia King James Atualizada online)
Jesus Cristo foi absoluta e incisivamente rápido em corrigir seu discípulo Pedro pelo uso indevido da espada ao cortar a orelha de Malco, o servo do Sumo sacerdote, quando de Sua [ Jesus ] captura pela guarda judaica:

"(47) E, estando Ele ainda a falar, eis que chegou Judas, um dos Doze, e trazia consigo uma grande multidão armada de espadas e porretes, vinda da parte dos chefes dos sacerdotes e dos líderes religiosos do povo. (48) Mas o traidor havia combinado um sinal com eles, informando-lhes: 'Aquele a quem eu saudar com um beijo, esse é quem procurais, prendei-o!' (49) Então, aproximando-se rapidamente de Jesus, disse-lhe Judas: 'Eu te saúdo, ó Mestre!' E lhe deu um beijo. (50) Jesus, contudo, lhe perguntou: 'Amigo, para que vieste?' No mesmo instante os homens avançaram sobre Jesus e o prenderam. (51) Eis que um dos que estavam com Jesus, estendendo a mão, puxou a espada e ferindo o servo do sumo sacerdote, decepou-lhe uma das orelhas. (52) Mas Jesus lhe ordenou: 'Embainha a tua espada; pois todos os que lançam mão da espada pela espada morrerão! (53) Ou imaginas tu que Eu, neste momento, não poderia orar ao meu Pai e Ele colocaria à minha disposição mais de doze legiões de anjos? (54) Entretanto, como então se cumpririam as Escrituras, que afirmam que tudo deve acontecer desta maneira?' Então, disse-lhe Jesus: Põe de novo a tua espada no seu lugar, porque todos os que levarem a espada perecerão à espada. Pensas que agora não posso orar a meu Pai e ele presentemente me dará mais de doze legiões de anjos? ' "(Bíblia King James Atualizada online)
Adicionalmente, em João 8:7, O Senhor Jesus Cristo respondeu à questão da pena capital (pena de morte) por causa do adultério, para deixar aquele que está sem pecado lançar a primeira pedra - e ninguém o fez:

"(1) Entretanto, Jesus seguiu para o monte das Oliveiras. (2) Ao amanhecer, Ele voltou ao templo, e todo o povo achegava-se ao seu redor. Então, Ele se assentou e lhes ensinava. (3) Os escribas e fariseus trouxeram até Ele uma mulher surpreendida em adultério. Forçaram-na a ficar em pé no meio de todos, (4) e disseram a Ele: 'Mestre, esta mulher foi apanhada em flagrante ato de adultério. (5) Assim sendo, Moisés, na Lei, nos mandou que tais mulheres sejam apedrejadas. Todavia, tu, que dizes a este respeito?' (6) Eles falavam assim para prová-lo e terem alguma coisa de que o acusar. Mas Jesus, inclinando-se, escrevia na terra com o dedo, como se não tivesse ouvido. (7) Porque insistiram na pergunta, Ele se levantou e lhes disse: 'Aquele que dentre vós estiver sem pecado seja o primeiro a lhe atirar uma pedra.' (8) E, novamente, inclinou-se e escrevia na terra. (9) Então, aqueles que ouviram isso, sendo convencidos por suas consciências, foram se retirando um por um, começando pelos mais velhos até o último. Jesus foi deixado só, e a mulher ficou em pé onde estava. (10) Quando Jesus se ergueu, não vendo a ninguém mais, além da mulher, disse a ela: 'Mulher, onde estão aqueles teus acusadores? Ninguém te condenou?' (11) Disse ela: 'Ninguém, Senhor.' E assim lhe disse Jesus: 'Nem Eu te condeno; podes ir e não peques mais'. "(Bíblia King James Atualizada online)

### Visão católica
Esse mandamento exige o respeito pela vida humana, sendo bem traduzido como "não matarás." O assassinato pode, sob certas circunstâncias, ser justificado dentro do Catolicismo. a base de toda A doutrina Católica sobre esse mandamento [que a Igreja Católica considera como "o quinto"] é a "santidade da vida", que muitas vezes é contrastado com a "qualidade de vida", até certo ponto. A Igreja está ativamente envolvida em debates públicos sobre aborto, eutanásia e pena de morte, e encoraja os crentes a apoiar a legislação e os políticos que ele descreve como pró-vida..
ABORTO E CRIME

De acordo com o Catecismo da Igreja Católica:

A vida humana é sagrada porque, desde o início, envolve a ação criativa de Javé Deus e permanece para sempre num relacionamento especial com o Criador, que é seu único fim. Somente Deus é o Senhor da vida desde o começo até o fim: ninguém pode, em qualquer circunstância, reivindicar para si o direito de destruir diretamente um ser humano inocente… O assassinato deliberado de uma pessoa inocente é gravemente contrário à dignidade do ser humano , à regra de ouro e à santidade do Criador. A lei que proíbe isso é universalmente válida: obriga todos e cada um, sempre e em toda parte… O quinto mandamento [como concebido pela ICAR…] proíbe o assassinato direto e intencional como gravemente pecaminoso . O assassino e aqueles que cooperam voluntariamente no assassinato cometem um pecado que clama ao céu por vingança.
O Catecismo afirma que o aborto é um grave mal moral, porque o ato leva uma vida inocente: a vida humana deve ser respeitada e protegida, absolutamente, a partir do momento da concepção. Desde o primeiro momento da sua existência, "um ser humano deve ser reconhecido como tendo os direitos de pessoa, entre os quais está o direito inviolável de todo inocente sendo para a vida".
EUTANÁSIA, SUICÍDIO etc.

O ensino católico proíbe estritamente a eutanásia e o suicídio como violações do mandamento: "Não matarás". Reconhecendo a vida e a saúde como presentes preciosos de Deus, os adeptos são encorajados a evitar o excesso de comida, tabaco, álcool e medicamentos. Colocar em risco outras pessoas com excesso de velocidade ou embriaguez na estrada incorre em grande culpa. O uso de drogas, exceto em bases estritamente terapêuticas, é uma ofensa grave. A produção clandestina e o tráfico de drogas constituem "cooperação direta no mal".
GUERRA E AUTO-DEFESA

O Catecismo Católico insta oração para evitar a guerra. Todos os cidadãos e governos são obrigados a trabalhar para evitar a guerra. No entanto, reconhece que não se pode negar aos governos o legítimo direito de autodefesa, uma vez que todos os esforços de paz falhem. O uso de defesa legítima por uma força militar é considerado grave e, portanto, sujeito a considerações rigorosas de legitimidade moral. Elementos da teoria da guerra justa são explicitamente enumerados no Catecismo:

- o dano infligido pelo agressor à nação ou comunidade de nações deve ser certo, duradouro e grave;
- todos os outros meios de pôr fim a isso devem ter-se mostrado ou impraticáveis ou ineficazes;
- deve haver sérias perspectivas de sucesso [no empreendimento da guerra];
- o uso de armas não deve produzir males e desordens mais graves do que o mal a ser eliminado. O poder dos modernos meios de destruição pesa muito na avaliação dessa condição.

PENA DE MORTE

Legítima defesa é tida como justificável, mesmo se o defensor revida seu agressor com golpe letal. No entanto, uma pessoa não deve usar mais força do que o necessário para repelir um ataque. A legítima defesa das pessoas e das sociedades, não deve ser considerado como uma exceção à proibição de matar o inocente: a preservação da vida inocente é visto como o resultado pretendido. Ferimentos ou morte para o agressor não é o resultado pretendido, é a infeliz consequência da utilização de força necessária para repelir uma ameaça iminente..
Legítima defesa pode ser não somente um direito, mas um grave dever para aquele que é responsável pela vida dos outros.] O Catecismo diz que: "A defesa do bem comum requer que um injusto agressor seja processado incapaz de causar dano. Por esta razão, aqueles que, legitimamente, sem soltar, a autoridade tem o direito de usar armas para repelir os agressores contra a comunidade civil confiado à sua responsabilidade".
O Catecismo ensina que a legítima autoridade pública tem o direito e o dever de punir criminosos, proporcionalmente à gravidade da infração, para proteger o bem público. Meios não letais são preferidos, e, se estes são suficientes para defender e proteger a segurança das pessoas. O recurso à pena de morte não é excluído. Ele diz: "considerando que a parte culpada identidade e a responsabilidade de ter sido totalmente determinado, o ensino tradicional da Igreja não exclui o recurso à pena de morte, se essa for a única maneira possível de forma eficaz a defender as vidas humanas contra o injusto agressor".
Em fevereiro de 2016, o Papa Francisco anunciou a suspensão da pena de morte para a duração do Ano Santo ", porque os modernos meios existia a 'eficiência reprimir o crime sem definitivamente negando a pessoa que a cometeu a possibilidade de reabilitar-se".

### Visão protestante
Martinho Lutero resumiu o mandamento contra o derramamento de sangue inocente, baseado no temor e no amor de Javé Deus, e como tendo aspectos positivos e negativos: negativo, em que não devemos prejudicar nem ferir o corpo do próximo; positivo em que devemos ajudar o próximo e cuidar dele quando doente.

Tu não deves matar (ou "Não matarás") (Êxodo 20:13)
Pergunta: O que isso significa?

Resposta: Devemos temer e amar a Deus para que não machuquemos ou prejudiquemos o próximo no corpo, mas o ajudemos em todas as suas necessidades corporais [em todas as necessidades e perigos da vida e do corpo]. Martinho Lutero, Pequeno Catecismo
Em ensino mais detalhado, Lutero explica que Javé Deus e o governo não são limitados pelo mandamento de não matar, mas Deus delegou Sua autoridade de punir os malfeitores ao governo. A proibição de matar é dada ao indivíduo em relação a qualquer outro, e não ao governo.
Temos agora ambos completos, governo espiritual e temporal, isto é, a autoridade e obediência divinas e paternas. Mas aqui agora saímos de nossa casa entre os vizinhos para aprender como devemos viver uns com os outros, cada um com o seu próximo. Portanto, Deus e governo não estão incluídos neste mandamento, nem o poder de matar, que eles tiraram. Pois Deus delegou Sua autoridade para punir os malfeitores ao governo, em vez de aos pais, que antes (como lemos em Moisés) eram obrigados a levar seus próprios filhos ao juízo e condená-los à morte. Portanto, o que é aqui proibido é proibido ao indivíduo em sua relação com qualquer outra pessoa, e não ao governo.— Martinho Lutero, Grande Catecismo
Em  Institutas da Religião Cristã, João Calvino via o significado deste mandamento como a segurança de tudo que é confiado a cada pessoa. Toda violência e injustiça, e todo tipo de dano que o corpo de nosso próximo sofre é pois proibido. Os cristãos são, portanto, obrigados a desempenhar fielmente aquilo que está ao seu alcance para defender a vida de seu próximo, estar vigilantes em afastar os danos e ajudar a remover o perigo quando ele chega. Calvin afirma que a mesma regra também deve ser aplicada ao regular o perigo. mente contra a raiva, argumentando que, visto que Deus vê o coração e a mente, o mandamento contra o derramamento de sangue inocente também proíbe o assassinato do coração e requer um desejo sincero de preservar a vida de nosso irmão. A mão não comete o assassinato a menos que seja concebido pela mente sob a influência da ira e do ódio. De acordo com Calvino, 1 João 3:15) e "todo aquele que se irar com seu irmão sem causa estará em perigo do julgamento" ( Mateus 5:22)
João Calvino também argumenta que a ordem contra o derramamento de sangue é fundada tanto na criação do homem à imagem de Javé Deus como na necessidade de um homem nutrir/preservar sua própria carne:

As escrituras observam uma dupla equidade na qual esse mandamento é fundado. O homem é a imagem de Deus e da nossa carne. Portanto, se não quisermos violar a imagem de Deus, devemos considerar a pessoa do homem como sagrada - se não quisermos nos despir da humanidade, devemos valorizar nossa própria carne. A inferência prática a ser tirada da redenção e dom de Cristo será considerada em outro lugar. O Senhor tem o prazer de direcionar nossa atenção para essas duas considerações naturais como incentivos para zelar pela preservação de nosso vizinho, a saber, reverenciar a imagem divina impressa sobre ele e abraçar nossa própria carne. Para deixar claro o crime de assassinato, não basta deixar de derramar o sangue do homem. Se em ato você perpetuar, se em esforço você conspirar, se em desejo e desenho você conceber o que é adverso à segurança de outro, você tem a culpa do assassinato. Por outro lado, se você não faz de acordo com seus meios e oportunidades de estudo para defender sua segurança, por essa desumanidade você viola a lei. Mas se a segurança do corpo é tão cuidadosamente fornecida, podemos inferir quanto cuidado e esforço é devido à segurança da alma, que é de valor incomensuravelmente mais elevado aos olhos de Deus.— João Calvino
Matthew Henry considerou que o mandamento contra o assassinato se aplicava tanto à própria vida quanto à vida do próximo e considerava que ela se aplica não apenas à causa da morte, mas também a proibir qualquer coisa injustamente prejudicial ou prejudicial à saúde, facilidade, e vida do próprio corpo ou do corpo de qualquer outra pessoa. [81] Ele também vincula o mandamento contra o derramamento de sangue ao comando de Noé , e ele o vê como uma ordem aplicada ao indivíduo contra seu vizinho, mas não contra matar em uma guerra legal, por sua própria defesa necessária ou contra o governo. instituir punições devidas por infrações penais. Ele retrata a mentira à espera do sangue dos inocentes como uma grave ofensa à dignidade humana como uma das leis fundamentais da natureza.

Esta é uma das leis da natureza, e foi fortemente imposta pelos preceitos dados a Noé e seus filhos, Gn 9: 5, 6. Ela não proíbe a matança em uma guerra legal, ou em nossa própria defesa necessária, nem a ação do magistrado. colocando os criminosos à morte, pois essas coisas tendem a preservar a vida; mas proíbe toda a malícia e ódio à pessoa de qualquer um (pois aquele que aborrece seu irmão é um assassino) e toda a vingança pessoal dela decorrente; também toda a irritação provocada por súbitas provocações, e mágoa dita ou feita, ou destinada a ser feita, em paixão: deste nosso Salvador expõe este mandamento, Mt. 5:22. E, como o pior de tudo, proíbe a perseguição, esperando pelo sangue dos inocentes e excelentes da terra.— Matthew Henry

## Leitura complementar
- BARKER, Kenneth; BURDICK, Donald; STEK, John; WESSEL, Walter; YOUNGBLOOD, Ronald. The NIV Study Bible. Zondervan. Grand Rapids, MI, US, 1995. Edições vida nova. Grand Rapids, MI, EUA ISBN 0-310-92709-9
- BERLIN, Adele; BRETTLER, Mark Zvi; FISHBANE, Michael. The Jewish Study Bible, Tanakh Translation. Jewish Publication Society, New York: Oxford University Press, 2004 ISBN 0-19-529751-2
- HENRY, Matthew. Concise Commentary on the Whole Bible, http://www.biblestudytools.com/Commentaries/MatthewHenryConcise/ (consultado em 2 de setembro de 2009)
- New Jerusalem Bible. 1985. http://www.catholic.org/bible/ (consultado em 28 de agosto de 2009)
- The Holy Bible, English Standard Version. Crossway Bibles, Wheaton, IL., 2007 ISBN 1-58134-379-5
- U.S. Catholic Church. Catechism of the Catholic Church. Doubleday Religion, 2003 ISBN 0-385-50819-0 http://www.vatican.va/archive/ccc_css/archive/catechism/p3s2c2a4.htm (consultado em 1 de setembro de 2009)